# Secondigliano
Secondigliano es un barrio de la ciudad de Nápoles, en Italia. Forma parte de la Municipalità 7 junto a Miano y San Pietro a Patierno.
Situado en la zona norte de la ciudad, limita con los siguientes barrios: al noroeste con Scampia, al oeste con Miano, al sur con San Carlo all'Arena y al sudeste con San Pietro a Patierno; además, al norte limita con el municipios de Arzano y al noreste con el de Casavatore.
Tiene una superficie de 2,94 km² y una población de 42.827 habitantes.

## Etimología
El topónimo es la contracción de secondo miglio (segunda milla), estando situado a una distancia de dos millas del centro de la ciudad, como es señalado por un miliario en la vía Atellana. Según otras hipótesis, el nombre deriva de la familia romana de los Secondili o de su ubicación geográfica, cerca de las colinas Secondili.

## Historia

Escudo del municipio de Secondigliano.

Secondigliano fue un casale de Nápoles y luego municipio autónomo de 1861 a 1926, año en que fue incorporado a la ciudad de Nápoles.
En los años 50 del siglo XX, el barrio experimentó una expansión urbanística que se intensificó durante las tres décadas posteriores, lo que le confirió una estructura urbana muy moderna.

## Monumentos y sitios de interés

### Edificios religiosos
- Chiesa dei Santi Cosma e Damiano
- Oratorio della Confraternita del Santissimo Sacramento
- Oratorio della Confraternita dell'Assunta
- Santuario dell'Addolorata e della divina Misericordia
- Chiesa dell'Immacolata a Capodichino
- Chiesa di San Carlo al Ponte
- Chiesa di Sant'Antonio di Padova a Carbonelli
- Chiesa di Santa Maria della Natività
- Chiesa di Santa Maria delle Grazie (Piazza Giuseppe Zanardelli)
- Chiesa di Cristo Re
- Parrocchia Santa Maria di Fatima
- Convento delle Religiose Francescane di Sant'Antonio

### Palacios y villas
- Palazzo Brancia
- Palazzo Capasso-Visconti
- Palazzi Carbonelli

Palazzo della Banca Popolare di Secondigliano.

- Palazzo della Banca Popolare di Secondigliano
- Palazzo en el Corso Secondigliano n.209
- Palazzo en eò Corso Secondigliano n.211
- Villa Alfiero
- Villa Loffredo
- Villa Carolina
- Villino Cimmino

### Otros
- Cementerio di Secondigliano
- Parque "San Gaetano Enrico"
- Biblioteca "Dorso"
- Centro giovanile "Sandro Pertini" (ex sede del Municipio de Secondigliano)

## Transporte

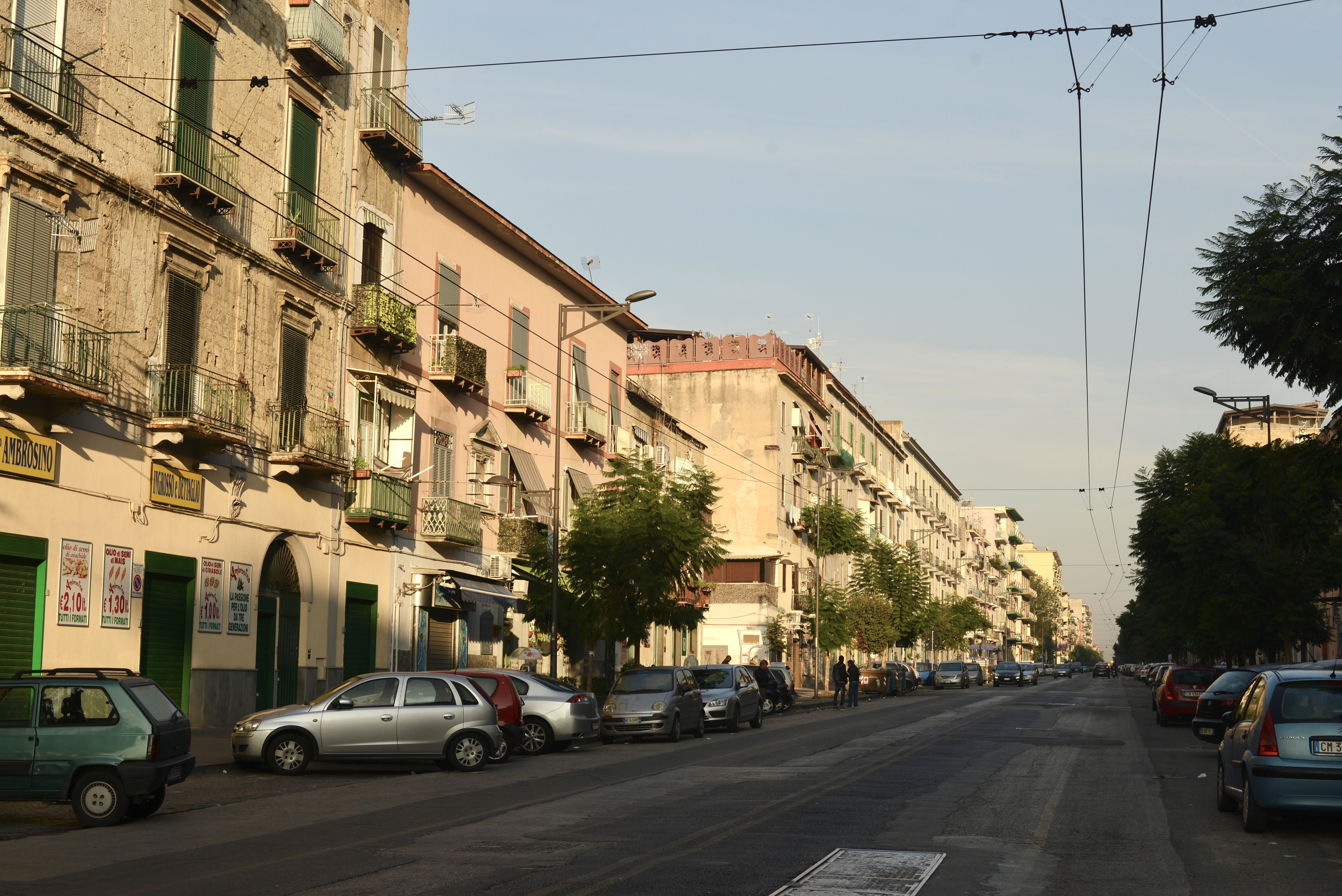
Corso Secondigliano.

Secondigliano es servido por la Tangenziale di Napoli (Autopista A56). El eje principal del barrio es el Corso Secondigliano, que conecta la Piazza Giuseppe Di Vittorio con la carretera nacional SS 7 bis. También dan servicio las líneas de autobús de ANM (urbanas y extraurbanas) 
Está en fase de construcción las estaciones Secondigliano, Regina Margherita y Di Vittorio de la Línea 1 del metro de Nápoles.